# 下山敬三
下山 敬三（しもやま けいぞう）は、日本の投資家。株式トレーダーであり、1銘柄5分割、ロスカットをしないという特徴の「波乗り投資法」の考案者。投資スクール(株アカデミー)の実質的経営者｡主な収入源はスクールの運営と思われる｡

## プロフィール
大学卒業後、定職につかずにアルバイトをして生計を立てる。
2009年、27歳の時に定職に就こうと試みるもフリーター生活が長かったため、ことごとく面接で落とされ、苦肉の策として起業をすることに。
それと同時期に株式投資の「信用取引」を知り、研究を始める。同年に資金管理に焦点を当てた独自の投資手法を確立し1000万円を超える利益を出すことに成功。
その投資方法を自身のブログで公開していったところ、コンサルの依頼が殺到。スクールという形で自立したトレーダーの育成を決意する。
今現在、独自に編み出した「波乗り投資法」を教えるスクール、「株アカデミー」の学長を務め、累計4100名以上の生徒に指導をしている。

## 著書
- スマホで波乗り株投資法: 分析不要 1日3分のトレード 7年連続プラスの驚異のメソッド（2016年6月22日、合同フォレスト）